# 2098 Zyskin
2098 Zyskin eller 1972 QE är en asteroid i huvudbältet som upptäcktes den 18 augusti 1972 av den sovjetisk-ryska astronomen Ljudmila Zjuravljova vid Krims astrofysiska observatorium på Krim. Den har fått sitt namn efter Lev Zyskin.
Asteroiden har en diameter på ungefär 12 kilometer.